# Turajf
Turaif (más szóhasználattal: at-Turaif, al Turmair, Qasr al Masmak) az Arab-félsziget szívében, Szaúd-Arábia fővárosa: Rijád nyugati részén található régészeti terület, a hajdani ad Dir’ijah-oázis (ma városrész) területén. A 15. században alapították, politikai és vallási szerepe a 18-19. századokban növekedett meg, mert az itt levő Qasr al Masmak citadella lett a Szaudi-dinasztia világi hatalmi-, valamint a moszlim vallást megújító vahhabita vallásreform-mozgalom központja. Az ingatlan napjainkban a főváros szívében, az ad Dir’iyah városrészben, több palota és közintézmény környezetében található. Építészeti stílusa az Arab-félszigetre jellemző, úgynevezett Nadzsdi-stílust képviseli. A hajdan védőfallal kerített régészeti terület felújítása – amelyet az UNESCO világörökségi jegyzékébe 2010-ben vett fel – folyamatban van, maga az erőd felújítása már a közelmúltban megtörtént.

## Története
Nadsh területén a 15. században több település keletkezett és az oázisok használata is intenzívvé vált. Ibn Dir – a Bani Hanifa–klán ad-Dir nevű uralkodója – a vádi hasznosítását javítani akarta, s ezért 1446-ban a területre a Perzsa-öböl melletti Quatif területéről behívta a baráti Murada-törzset. Ők létesítették a vádi keleti partján Mulaibid és a Ghasibah telepeket. Az új településegyüttest Dir'iyyah-nak nevezték el, amely aztán így a többi telepet is összefogta. Ez a hely a váditól mintegy 4 kilométerre, a két település között ma is látható.
A Hanifa-vádi nyugati partján levő Turaif- telepeknek 1725-től Muhammad ibn Saud (1735–1765), – a déli Nadsh területén leendő Szaudi-állam és a Szaud-dinasztia alapítójának – uralma alatt állt.
Vele szemben, a keleti vádi-parton at-Turaif település feküdt, ahol Muhammad ibn Abd al-Wahhab (1703–1792) sejk családja székelt. 1745 után ez a szomszédság azért vált jelentőssé, mert amikor Muhammad Ibn Saud sejk a vahhabiták vallási reformfolyamatát befogadta, s 1744-ben Imam Muhammad bin Abd Al-Wahhab-bal egyezségre lépett, az irányzat terjesztésébe fogott, s közben Al Saud – ügyes politikai fogásokkal – megszerezte az arab félsziget területének nagyobbik részét és előrenyomult a Hidzsáz felé, majd 1806-ban Mekkát is elfoglalta. A Hanifa-vádi területén levő korábbi településeket Dir'iyyah foglalta egységbe, s így vált a Szaud-idinasztia – később mint főváros – védett politikai-hatalmi központtá.

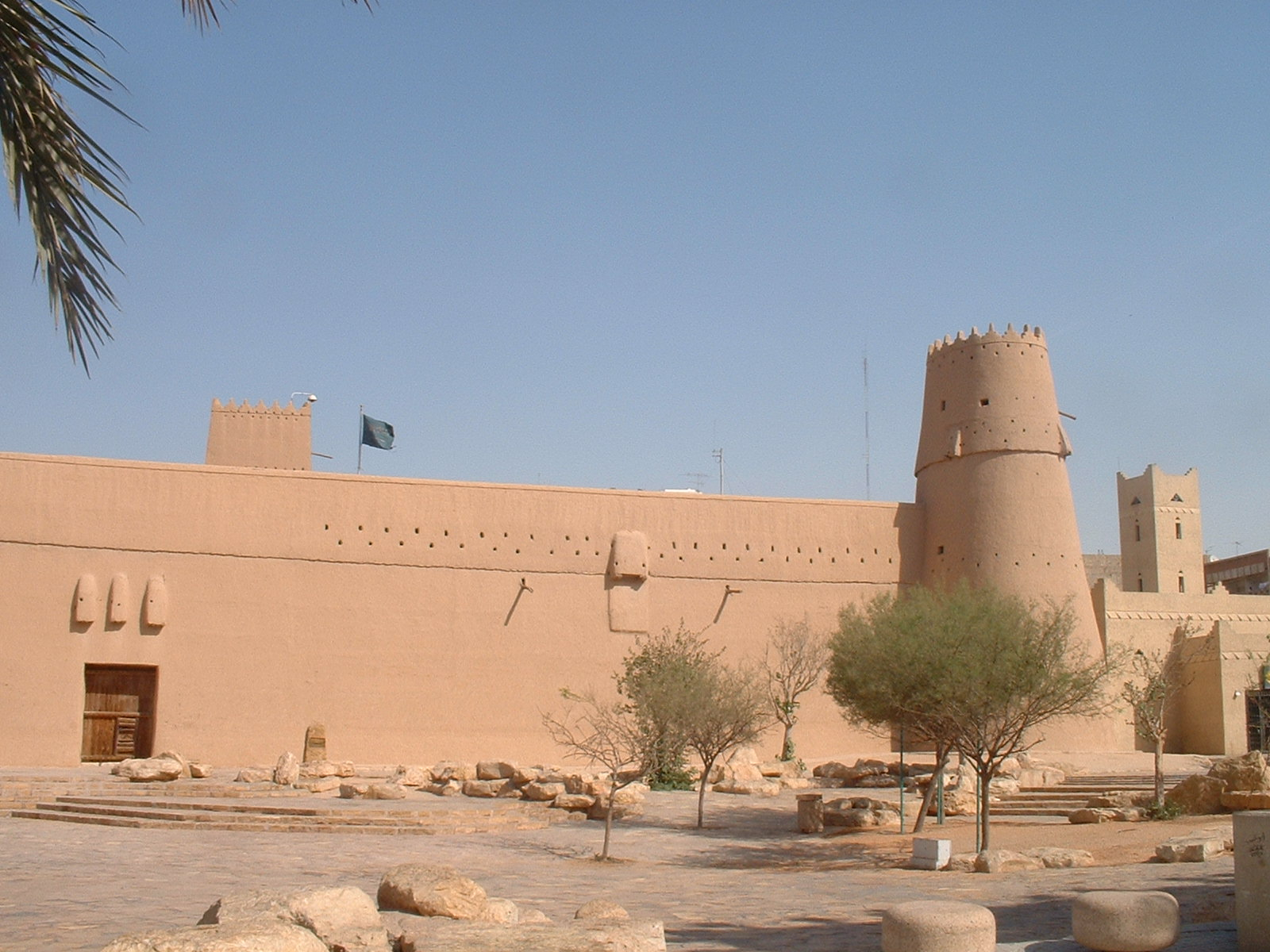
Rijád: Qasr al Masmak erőd

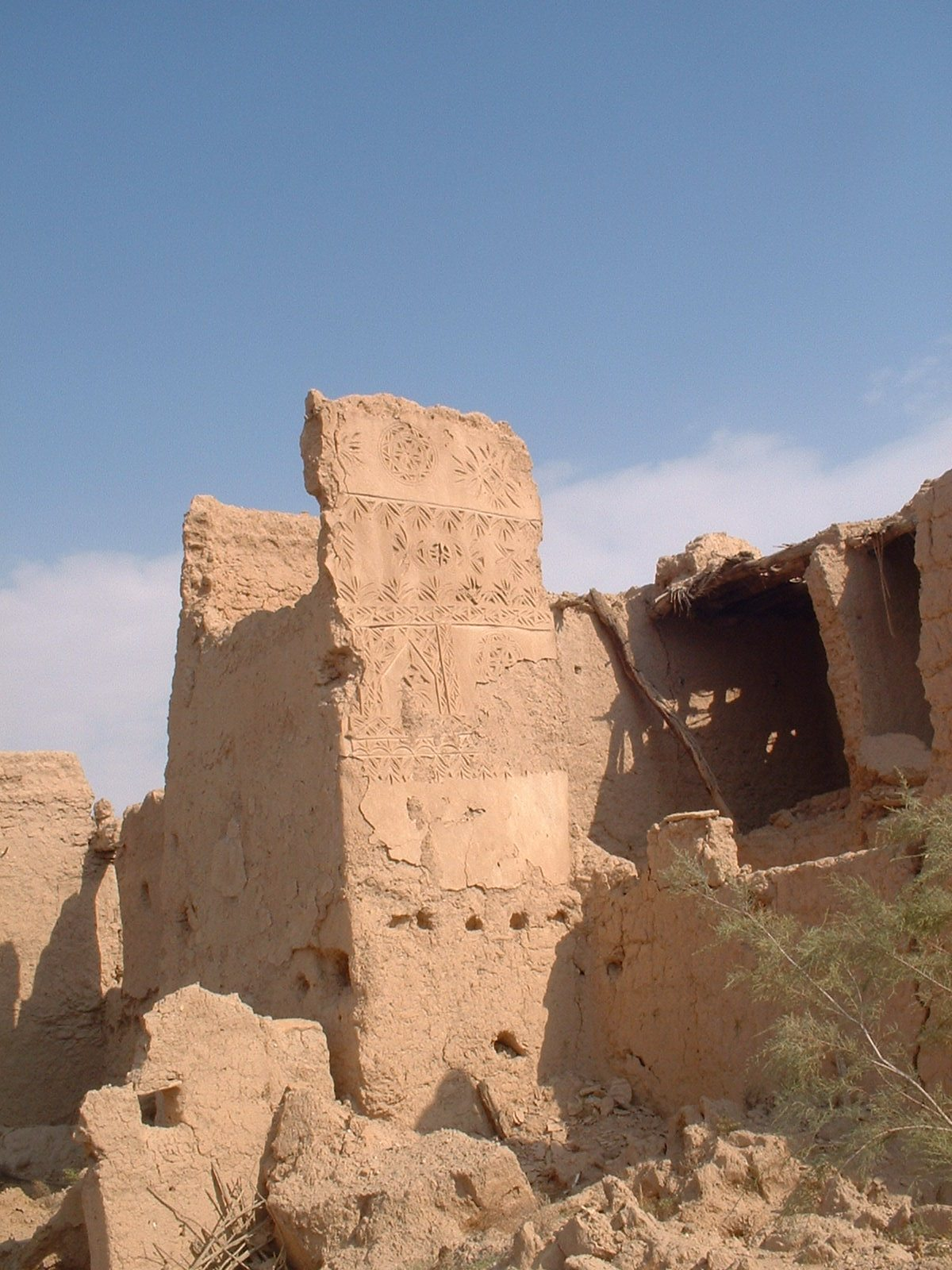
Hagyományos építészet

- Részletesen Lásd: Rijád története

## Források

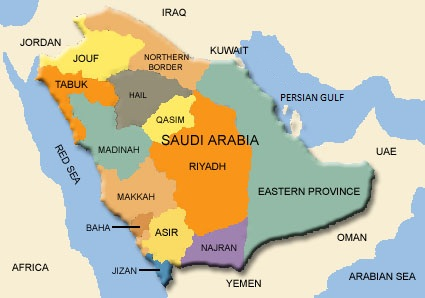
Szaúd-Arábia térképvázlata

## Szakirodalom
- William Facey: Dir I'yya, and the first Saudi State – Stacey International, London 1997 – ISBN 0-905743-80-6
- Fayez, Zuhair: Saudi Arabia, a Cultural Perspective (p. 8.) – 1988. Jeddah: Zuhair Fayez and Associates
- (James B. Pritchard, (Ed.) : The Ancient Near East, An Anthology of Texts and Pictures. – Princeton University Press, 1958
- Majeed Khan: Prehistoric Rock Art of Northern Saudi Arabia – Min istry of Education, Department of Antiquities and Museums, Kingdom of Saudi Arabia – Ryadh, 1993
- Ali L Ghabban: Northwestern Saudi Arabia, (Part II) – Islamic Archaeology of Northwestern Saudi Arabia – An Introduction 1993
- King, Geoffrey: The Traditional Architecture of Saudi Arabia (p. 168-174.) – 1998. London: I.B. Tauris
- Mostyn, Trevor: Saudi Arabia, A Meed Practical Guide (p. 209-21) – 1983. London: Middle East Economic Digest
- Al-Hariri-Rifai, Mokhless: The Heritage of the Kingdom of Saudi Arabia (p. 170-171) – 1990. Singapore: Eurasia Press
- James B.Pritchard (ed.): The Ancient Neat East, (An Anthology of Text and Pictures – Princeton University Press 1958) – ISBN ??